# Aéroport de Suva-Nausori
L'aéroport international de Suva-Nausori (code IATA : SUV • code OACI : NFNA) dessert la capitale des Îles Fidji. Aussi connu comme Luvuluvu, cet aéroport est le deuxième le plus grand dans le pays. Il est situé dans Nausori, sur la côte sud-est de Viti Levu, l'île principale des Fidji. L'aéroport est à environ 23 km (45 minutes en voiture) de la capitale, Suva.

## Situation
| Cicia Gau Koro Labasa Lakeba Levuka Malolo Mana Matei Moala Nadi Suva Rotuma Savusavu Vanuabalavu Vunisea Yasawa |

## Compagnies aériennes et destinations
| Compagnies   | Destinations |
| ------------ | --- |
| Fiji Airways | Auckland, Sydney-K. Smith |
| Fiji Link    | Apia-Faleolo, Cicia (en), Funafuti, Vunisea-Kadavu, Koro, Labasa, Lakeba, Nadi, Port-Vila Bauerfield, Savusavu (en), Matei-Taveuni, Vanuabalavu |
| Northern Air | Ngau, Koro, Labasa, Laucala Island, Bureta, Moala, Nadi, Rotuma (en), Savusavu (en), Matei-Taveuni                                              |
| Real Tonga   | Nuku'alofa |